# Viggo Stuckenberg
Viggo Henrik Fog Stuckenberg (født 17. september 1863 i Vridsløselille, død 6. december 1905 i København) var en dansk digter, der særlig er kendt for sine lyriske og følelsesfulde digte.

## Liv og gerning
Viggo Stuckenbergs far, Frederik Henrik Stuckenberg (1832-1899), var lærer ved statsfængslet i Vridsløselille. Hans mor hed Johanne Georgine Fog (1833-1895), og han havde tre yngre søskende, Børge, der blev maler, Tyge og Else. I 1872 fik faderen en stilling i København, og familien flyttede til Nørrebro.
Viggo Stuckenberg blev student fra det von Westenske Institut i 1884 og begyndte herefter at studere ved Københavns Universitet. Han studerede først teologi, dernæst naturvidenskab, men i 1886 forlod han universitetet og blev ansat som lærer ved Slomanns Skole på Frederiksberg, og her var han ansat til sin død.
I 1887 blev han gift med Ingeborg Pamperin (1866-1904), der aldeles fortryllede den kreds af digtere, der var hans åndsfæller, og som jævnligt samledes i det Stuckenbergske hjem. Heriblandt var Sophus Claussen og Johannes Jørgensen. Parret havde været forlovet siden 1884, og de fik to sønner, Henrik (født 1890) og Niels Holger (født 1891). Men ægteskabet, der begyndte så lykkeligt, endte tragisk, idet Ingeborg Stuckenberg i 1903 efter flere års uoverensstemmelser forlod mand og børn og emigrerede til New Zealand sammen med gartner Hans Madsen. Den nye tilværelse blev dog en skuffelse. Madsen rejste hjem til Danmark, og hun tog sit eget liv i 1904. Samme år havde Viggo Stuckenberg giftet sig med Hans Madsens ekskone, Clara Holbøll (1868-1940). Han døde allerede året efter af nyrebetændelse og blev begravet på Assistens Kirkegård.
Hans eget livs drama blev en varig inspirationskilde for hans digtning, hvor de væsentligste temaer er ægteskabets lykke og forlis.
De mest kendte digte er To som elsker hinanden (musik: Emil Reesen o.a.), Forårsregn og Åliv.
Stuckenberg er begravet på Assistens Kirkegård i København.

## Forfatterskabet
To år efter at være blevet student debuterede han i 1886 med en lille bog "Digte", der senere 1898, 1901 og 1906 er blevet efterfulgt af tre andre små digtsamlinger ("Flyvende Sommer", "Sne" og "Sidste Digte"); i øvrigt har hans ikke meget omfangsrige produktion bestået i en række små fortællinger, et bind eventyr ("Vejbred", 1899) og to dramatiske arbejder, "Den vilde Jæger " (1894) og "Romerske Scener" (1895). De første fortællinger ("I Gennembrud", 1888, og "Messias", 1889) skildrer med sanddru oprigtighed og livagtighed radikal ungdoms liv og drømme i 1880’erne. Stuckenbergs virkelige åndelige og kunstneriske gennembrud fandt imidlertid først sted flere år senere, i de nævnte to dramatiske arbejder. I deres knappe og rappe stil — tungsindigt stilfærdig og nervøst opjaget — lagde Stuckenbergs karakteristiske natur sig blot; i deres studie af lidenskabslivets dunkle naturgrund og naturkræfter fandt hans psykologiske begavelse sit særlige felt; det sorte, rugende mismod og den vilde, febrile uro, der udløser sig i dramaerne, var de samme stemninger, som også bærer hans senere forfatterskab frem.
Han hænger med trofast inderlighed ved hverdagens, hjemmets, det sjællandske landskabs jævne stilleliv, men hans hu drages tillige mod det, der er fremmed, eventyrligt, på trods af lov og ret, mod det, der er vildt oprørsk eller mørkt ulykkeligt. Han fortæller med sympati om den vage kunstner-udvé hos landsbyens vognlakerer ("Sol", 1897), om løse forbryderfugles fri vagabondliv ("Hjemfalden", 1898, "Asmodæus", 1899), om indre strid mellem stavnsbundne vanefølelser og romantisk rebelske længsler ("Vejbred"). Men især har han originalt og dybsindigt skildret fine og redelige menneskers kærlighedsliv nutildags, — kærlighedens naturliv, som den fødes af tilfældet, næres af usynlige kilder, vokser sig op til skæbne, ingen er herre over, kæmper med skygger og fjender, ingen kan skærme den mod, går i frø og visner efter love, ingen kender og ingen kan lempe. Det er jævne hverdagsscener, stilfærdige ord, men der er en tungsindig inderlighed, en ubønhørlig sandhedstrang, en idealistisk fordringsfuldhed i de menneskers kærlighedsliv, som Stuckenberg skildrer, og derfor er det sjældnere de lyse magter, der sejrer (som i "Fagre Ord", 1895), end mørkets og ulykkens ("Valravn", 1896). Fuld, objektiv menneskekarakteristik har Stuckenberg ringe kræfter til, og det er skildringen af stemninger og følelsessituationer, som er fortællingernes styrke. Når alt kommer til alt, er det måske også den rene lyrik i digtsamlingerne, som er Stuckenbergs højeste, lødigste kunst. Her findes et lille antal digte af en mandig følelsesstyrke og en mandig streng kunst, som i deres art er rent ud klassiske — digte, så ægte og dybe og simple, som der er skrevet på dansk, om naturen og om elskov, om hjemmet og om hverdagen, om livets hårde skole og om dødens tavse højhed.

## Værker
- 1886 Digte (debut)
- 1887 I Gennembrud (fortælling)
- 1889 Messias (fortælling)
- 1895 Fagre Ord (roman)
- 1896 Valravn (roman)
- 1898 Flyvende Sommer (digte)
- 1899 Vejbred (eventyr og legender)
- 1901 Sne (digte, rummer en række af hans kendteste og bedste digte)
- 1905 Aarsens Tid (digte)
- 1906 Sidste Digte
- 1910 Samlede Værker«, I—III